# 让-路易·马戈兰
讓-路易·馬戈蘭（法語：Jean-Louis Margolin，法語發音：[ʒɑ̃ lwi maʁɡɔlɛ̃]；1952年—）是一位专门研究东亚历史的法国学者。他的职位包括普罗旺斯大学的历史协调员和讲师，以及CNRS东南亚研究所。他的著作《日本1937-1945：天皇军队的战争》（Japonia 1937-1945. Wojna Armii Cesarza）于2007年获得奥古斯丁·蒂埃里文学奖。他是《共产主义黑皮书》的作者之一。他主张南京大屠杀被害者不超过9万人（3万平民6万战俘）。 